# Rodolf Drengot
Rodolf Drengot va ser un membre de la família d'aventurers normands Drengot que va anar al sud d'Itàlia juntament amb els seus germans Gilbert, Ascletí, Osmond i Rainulf.
Els Drengot van arribar al Mezzogiorno el 1017 per donar suport a Melus de Bari en la seva rebel·lió contra el Catepanat. Segons algunes fonts, van parar-se a Roma durant el camí i Rodolf va tenir una audiència amb el papa Benet VIII. Sigui com sigui, van ajudar Melus fins a la seva derrota a la batalla de Cannes.
Després d'això, Melus es dirigí cap al nord fins a Bamberg per trobar-se amb l'emperador Enric II. Rodolf el va acompanyar. Posteriorment, va tornar al sud amb l'expedició de l'emperador, després de la mort de Melus, i es va instal·lar a la vall de Comino sota el comandament d'un dels nebots de Melus. Finalment Rodolf, amb un grup de normands, va tornar a Normandia.